# Гиксолган
Гиксолган — упразднённый хутор на территории Буйнакского района Дагестана Российской Федерации. Входил в Агачаульский сельсовет Махачкалинского района Дагестанской АССР.

## Название
На карте РККА юга России 1941 года — Гиксалган. На карте XXI века — кутан Геик-Салган

## География
Находился возле села Талги.

## История
Упоминается в «Описании Северного Дагестана» 1796 года, составленное оберквартирмейстром майором Данилом Тихоновым по распоряжению оберквартирмейстра подполковника Фёдора Лена: «Железные руды: одна близ деревни оной, поименованной пред сим Карабудак: жители из её железа получают немного, поелику в делание употребить её они не в таком умении. Другая близ кутана, называемого Геик Солгана. Свинцовые руды близ пред сим упомянутого кутана, называемого Геик Солгана» (первая публикация — в 1958 году в сборнике «История, география и этнография Дагестана XVIII—XIX вв.»).
Точная дата официального упразднения неизвестна.

## Инфраструктура
Основа экономики — сельское хозяйство.

## Транспорт
Проходила дорога местного значения.